# Imada
La imada, en plural imadat (àrab: عمادة, ʿimāda, literalment ‘alcaldia’) o sector és el nivell més baix de l'administració de Tunísia, també anomenat míntaqa. Dins de la divisió administrativa tunisiana, la imada o míntaqa és una subdivisió de les delegacions o mutamadiyyes, que ho són de les governacions o wilayes; paral·lelament, les governacions o wilayes es divideixen en municipalitats o baladiyyes i en districtes o dàïres, de forma que diverses imades, fins i tot de delegacions diferents, poden formar una municipalitat o encara una mateixa imada es pot trobar repartida en més d'una municipalitat.
El ministeri de l'interior designa el cap de les imades, anomenat umda (àrab: عمدة, ʿumda) i encarregat de l'administració del sector.
A 31 de desembre de 2012 Tunísia es dividia en 2.083 imades, míntaques o sectors.